# Santa Clarita
Santa Clarita ist mit 228.673 Einwohnern (Stand: 2020) die drittgrößte Stadt im Los Angeles County im US-Bundesstaat Kalifornien, Vereinigte Staaten.

## Geographie
Das Stadtgebiet hat eine Größe von 123,9 km² und befindet sich im Santa Clarita Valley. Die Stadt liegt etwa 55 km nördlich von Los Angeles. Unmittelbar hinter der Stadtgrenze in Castaic Junction liegt der bekannte Vergnügungspark Six Flags Magic Mountain.

## Geschichte
Indianer der Tataviam-Gruppe ließen sich bereits um 450 n. Chr. im Stadtgebiet des heutigen Santa Clarita nieder. 1769 erreichte die spanische Portolá-Expedition das Tal und gab der Stadt ihren heutigen Namen. Im 19. Jahrhundert wurde die Siedlung über die Southern Pacific Company per Eisenbahn mit den Städten Los Angeles und San Francisco verbunden. 1842 wurde erstmals Gold entdeckt und 1876 wurde das erste Öl gefördert.
Folgende fünf Städte haben sich 1987 zur City of Santa Clarita zusammengeschlossen: Valencia, Newhall, Saugus, Canyon Country und Castaic.

## Wirtschaft
Der Hauptsitz der Kreuzfahrt-Reederei Princess Cruises befindet sich in Santa Clarita.

## Städtepartnerschaften
Partnerstädte von Santa Clarita sind:
- Tena, Ecuador
- Sariaya, Philippinen

## Santa Clarita und Popkultur
Die Serie Neds ultimativer Schulwahnsinn wurde an der La Mesa Junior High in Santa Clarita gedreht. Zudem ist Santa Clarita auch Drehort (jedoch nicht Handlungsort) der TV-Serie Navy CIS. Auch The Closer und Mission: Impossible – Phantom Protokoll wurden unter anderem hier gedreht. Die Serie Santa Clarita Diet spielt in Santa Clarita, das als typisch amerikanische Vorstadt porträtiert wird.
Der Schauspieler Taylor Lautner besuchte die Valencia High School in Santa Clarita. Paul Walker verlor am 30. November 2013 bei einem Autounfall in Santa Clarita sein Leben, als er mit einem Freund eine Wohltätigkeitsveranstaltung seiner Organisation Reach out worldwide, zugunsten der Opfer des Taifuns Haiyan, verlassen hatte.

## Söhne und Töchter der Stadt
- Ann Marie Rios (* 1981), Schauspielerin und Pornodarstellerin
- Kevan Miller (* 1987), Eishockeyspieler
- Marielle Jaffe (* 1989), Schauspielerin und Model
- Gattlin Griffith (* 1998), Schauspieler und Trickreiter
- Atticus Shaffer (* 1998), Schauspieler und Synchronsprecher
- Colton Herta (* 2000), Rennfahrer

## Nachweise
1. ↑  www.santa-clarita.com. (abgerufen am 4. Februar 2023).
2. ↑  Explore Census Data Total Population in Santa Clarita city, California. Abgerufen am 4. Februar 2023.
3. ↑  Santa Clarita History. santaclarita.com, abgerufen am 6. Juli 2021 (englisch).
4. ↑  South California – Sister cities, abgerufen am 1. Dezember 2016